# Oral Fixation vol. 2
Oral Fixation vol. 2 es el séptimo álbum de estudio y el primero completamente en inglés de la cantante y compositora colombiana Shakira. Como segunda parte de Fijación oral vol. 1, fue lanzado originalmente en noviembre de 2005.
Musicalmente, el álbum sigue la estela de sus trabajos previos, estando fuertemente influenciado por el pop latino, incorporando adicionalmente elementos de dance pop, pop rock y trip hop. Posterior a su lanzamiento, Oral Fixation vol. 2 recibió generalmente revisiones favorables de los críticos de música, quienes lo cumplimentaron como el proyecto más potente de la cantante a la fecha. El álbum debutó en el número cinco de la lista Billboard 200 de los Estados Unidos, con ventas iniciales de 128 mil copias. Fue certificado posteriormente con disco de platino por la RIAA y ha vendido más de 1.7 millones de copias en ese país. Adicionalmente, alcanzó la cima de las listas de Dinamarca y México. Para septiembre de 2010, Oral Fixation vol. 2 había vendido ocho millones de copias a nivel mundial.
Pese a su buena evaluación por la crítica, el primer sencillo del álbum, «Don't Bother», logró alcanzar solo el puesto 42 en la lista Billboard Hot 100 de Estados Unidos. Este fracaso motivó una temprana reedición del álbum a comienzos de 2006. Sin embargo, el segundo sencillo del álbum, «Hips Don't Lie», fue un éxito rotundo y le permitió a Shakira liderar la principal lista estadounidense de música, convirtiéndose en la primera y única canción de la cantante en lograrlo. «Hips Don't Lie» es uno de los sencillos más exitosos en el mundo y su éxito permitió también elevar las ventas del álbum significativamente. El tercer y último sencillo, «Illegal», cuenta con la participación de Carlos Santana y alcanzó el número uno en la lista Hot Dance Club Songs.

## Sencillos
El disco fue lanzado en todo el mundo y su primer sencillo promocional fue "Don't Bother", y fue reforzado por el segundo sencillo "Hips Don't Lie" el cual se ha convertido en uno de los grandes éxitos de los últimos años, siendo uno de los mayores éxitos de la carrera de Shakira.
Al publicarse el álbum, la página oficial de la cantante acudió a sus fanes por encuesta en su búsqueda del segundo sencillo de Oral Fixation vol. 2, los temas "How Do You Do", "Timor" y "Animal City" encabezaron como 2.º, 3.er y 4.º puesto ya que en el 1.º estaba "Don't Bother" el cual ya era sencillo, entonces como potencial a segundo sencillo quedaba "Timor". No obstante, la decisión de lanzar la canción como sencillo jamás se tomó.
"Hips Don't Lie" era la canción de fondo que reproducía la página oficial de Shakira al entrar. Fue tanto el éxito de la canción, que se convirtió inmediatamentene en el segundo sencillo de Oral Fixation vol. 2.

## Composición
Aparte de Wyclef Jean, este disco presenta otras colaboraciones: Gustavo Cerati en «The Day And The Time» y con el aclamado Carlos Santana en la balada «Illegal», el tercer sencillo promocional, aunque sólo fue lanzado en Europa. Según la misma Shakira las dos fijaciones, tanto la versión en español como la de inglés, conforman un mismo álbum como su "tesis de grado", afirma. La decisión de lanzar dos discos por separado en un mismo año y en diferentes idiomas no estaba premeditada, sin embargo, la cantidad de material llevó a que la artista optara por esta estrategia, la cual se está convirtiendo, actualmente, en una tendencia en la industria de la música. 
Oral Fixation difiere de Fijación oral vol. 1 en que es más roquero y social, lo que se refleja en las letras de las canciones y la propuesta sonora. Además de la mezcla entre pop y rock, característica de otros discos de Shakira como ¿Dónde están los ladrones? y Pies descalzos, es notable también, una fuerte influencia por la música electrónica en «Timor» (coescrita por Peter Gabriel) y la música británica en «Hey You».

## Portada

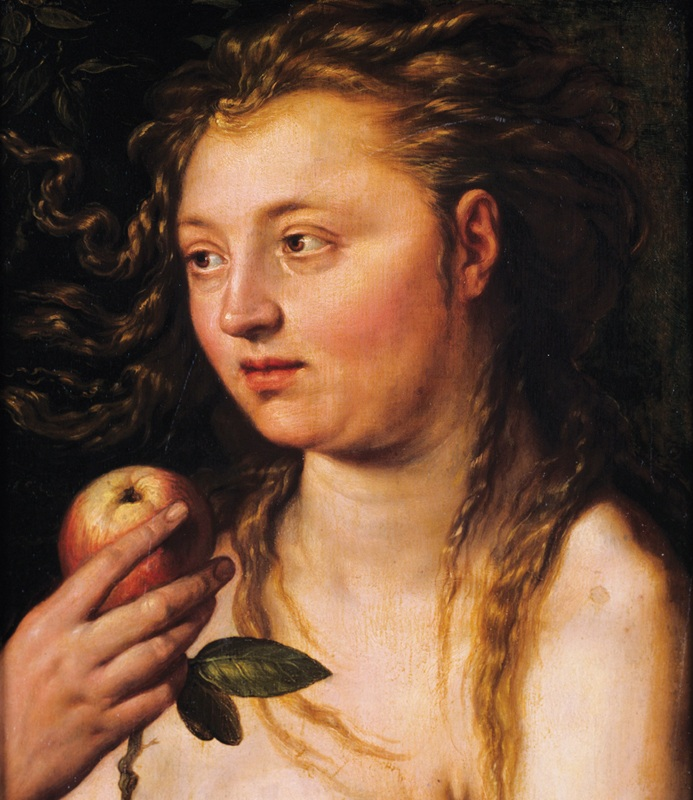
Strasbourg Goltzius Eve 1613

La carátula del álbum es una clara referencia a una pintura renacentista, en la que se representa la figura de Eva desnuda y mordiendo una manzana, símbolo de la tentación. Sin embargo, en lugar de la serpiente trepada en el árbol que aparece en la versión original de la imagen, en esta imagen se encuentra un bebé, con lo que se le da continuidad al sentido de la portada del disco en español. Las fotografías de la portada y contraportada fueron tomadas por el director y amigo personal de la barranquillera, Jaume de Laiguana, quien dirigió los videos de «No» y «Don't Bother».
La portada provocó controversia en algunos lugares del mundo, específicamente en el Medio Oriente, donde existen dos versiones de Oral Fixation vol. 2: la primera edición (con el cuerpo cubierto de hojas y ramas) y la reedición que incluía el éxito «Hips Don't Lie» (con el cuerpo cubierto por un vestido amarillo de la región). Para Latinoamérica la reedición incluía «Hips Don't Lie» en español (con el cuerpo cubierto por un vestido blanco, mismo que usa en fotografías promocionales de Oral Fixation vol. 2). En Indonesia, la imagen fue cambiada por la portada del sencillo de "Don't Bother". También fue cambiado el título de la canción "Timor" por "It's All Right". En la versión de China, el disco descartó el tema "Hey You" al incluir la canción "Hips Don't Lie" quedando 12 temas, además de cambiar el color de la imagen de la contraportada.

## Recepción comercial

En Europa Oral Fixation Vol. 2 fue certificado dos veces disco de platino por la IFPI, a modo de acreditación de ventas de 2 millones de copias.

El disco debutó el la última semana de noviembre de 2005 en el Billboard 200, registrando la posición n.º 5 entre los discos más vendidos en Norteamérica con 128 000 copias, siendo ésta su tercera mejor ubicación en el mismo, luego de haber logrado el n.º 3 con Servicio de lavandería y el n.º 4 con Fijación oral vol. 1, en 2001 y 2005, respectivamente.
El álbum debutó en el número 5 del Billboard 200, vendiendo 128 000 copias en EE. UU. en su primera semana. Segundo álbum de Shakira en debutar en el top 5 en el mismo año. Cuando el álbum fue relanzado con «Hips Don't Lie» la canción más exitosa de la década y una versión alternativa de «La tortura», el álbum se disparó 92 puntos en el Billboard 200 de n.º 98 a n.º 6. Vendió 81 000 copias esa semana, que registró un aumento de 643 %. El 8 de marzo de 2007, el álbum ha vendido más de 1 700 000 unidades en los Estados Unidos solamente. El álbum ha sido certificado doble platino por la RIAA en los Estados Unidos. Shakira recibió 18 certificaciones de disco de platino por las ventas de Oral Fixation Vol. 2 en los siguientes países: Canadá, México, Austria, Alemania, Hungría, Italia, Noruega, Portugal, España, Suiza, Argentina, Perú, Chile, India, Grecia, Reino Unido y su país de origen Colombia. Oral Fixation Vol. 2 fue nombrado el noveno álbum más vendido de 2006 en todo el mundo. También fue el álbum más vendido 23 en los Estados Unidos de 2006. Después de la actuación con "Hips Don't Lie" en la entrega de los premios MTV Video Music Awards 2006 con Shakira bailando en un traje de India , el álbum fue un exitoso en ese país y fue certificado platino vendiendo 80 000 unidades. En abril de 2007 Oral Fixation Vol. 2 volvió a entrar en el Reino Unido en nº70 la misma semana que «Beautiful Liar», dúo de Shakira con Beyoncé, entró en las listas de sencillos en N.º 10 únicamente a través de descargas. El álbum fue certificado platino en el Reino Unido en abril de 2007.
En Argentina, Shakira ha conseguido un disco de oro y otro de platino gracias a este disco.
Al finalizar el 2006 Oral Fixation vol. 2 ocupó el puesto #9 entre los álbumes más vendidos a nivel mundial, mientras en el resumen anual del Billboard 200, ocupó la posición #23 con aproximadamente 2 millones copias vendidas sólo en Estados Unidos. Para mayo de 2007 las ventas superan los 6 millones de copias a nivel mundial, convirtiéndose en uno de los discos más vendidos del momento.
Para septiembre de 2010, Oral Fixation vol. 2 había vendido ocho millones de copias en todo el mundo.

## Lista de canciones
- Edición estándar

| Oral Fixation Vol. 2 |                                             |                        |                                                    |          |  |
| N.º                  | Título                                      | Escritor(es)           | Productor(es)                                      | Duración |  |
| 1.                   | «How Do You Do»                             | Shakira                | Shakira, Lester Mendez, Gustavo Cerati, The Matrix | 3:46     |  |
| 2.                   | «Don't Bother»                              | Shakira                | Shakira, Mendez, Cerati                            | 4:18     |  |
| 3.                   | «Illegal» (con Carlos Santana)              | Shakira                | Shakira, Mendez                                    | 3:54     |  |
| 4.                   | «The Day and the Time» (con Gustavo Cerati) | Shakira, Pedro Aznar   | Shakira, Cerati                                    | 4:23     |  |
| 5.                   | «Animal City»                               | Shakira                | Shakira, Luis Fernando Ochoa                       | 3:17     |  |
| 6.                   | «Dreams for Plans»                          | Shakira                | Shakira, Mendez                                    | 4:04     |  |
| 7.                   | «Hey You»                                   | Shakira                | Shakira, Tim Mitchell                              | 3:51     |  |
| 8.                   | «Your Embrace»                              | Shakira                | Shakira, Mendez                                    | 3:34     |  |
| 9.                   | «Costume Makes the Clown»                   | Shakira                | Shakira, Mendez                                    | 3:13     |  |
| 10.                  | «Something»                                 | Shakira                | Shakira, Ochoa                                     | 4:24     |  |
| 11.                  | «Timor»                                     | Shakira, Peter Gabriel | Shakira, Mendez                                    | 3:32     |  |
| 42:36                |                                             |                        |                                                    |          |  |

| Re-edición |                                              |                        |                                         |          |  |
| N.º        | Título                                       | Escritor(es)           | Productor(es)                           | Duración |  |
| 1.         | «How Do You Do»                              | Shakira                | Shakira, Mendez, Cerati, The Matrix     | 3:46     |  |
| 2.         | «Illegal» (con Carlos Santana)               | Shakira                | Shakira, Mendez                         | 3:54     |  |
| 3.         | «Hips Don't Lie» (con Wyclef Jean)           | Shakira, Wiclef Jean   | Shakira, Jean, Jerry "Wonder" Duplessis | 3:40     |  |
| 4.         | «Animal City»                                | Shakira                | Shakira, Ochoa                          | 3:17     |  |
| 5.         | «Don't Bother»                               | Shakira                | Shakira, Mendez, Cerati                 | 4:18     |  |
| 6.         | « The Day and the Time» (con Gustavo Cerati) | Shakira, Aznar         | Shakira, Cerati                         | 4:23     |  |
| 7.         | «Dreams for Plans»                           | Shakira                | Shakira, Mendez                         | 4:04     |  |
| 8.         | «Hey You»                                    | Shakira                | Shakira, Mitchell                       | 3:51     |  |
| 9.         | «Your Embrace»                               | Shakira                | Shakira, Mendez                         | 3:34     |  |
| 10.        | «Costume Makes the Clown»                    | Shakira                | Shakira, Mendez                         | 3:13     |  |
| 11.        | «Something»                                  | Shakira                | Shakira, Ochoa                          | 4:24     |  |
| 12.        | «Timor»                                      | Shakira, Peter Gabriel | Shakira, Mendez                         | 3:32     |  |
| 13.        | «La Tortura» (con Alejandro Sanz)            | Shakira                | Shakira, Mendez, José "Gocho" Torres    | 3:37     |  |
| 50:01      |                                              |                        |                                         |          |  |

## Ventas y posiciones
| País/Continente | Mejor posición | Certificación | Ventas    |
| --------------- | -------------- | ------------- | --------- |
| Argentina       | 1              |               | 80 000    |
| Australia       | 9              |               | 35 000    |
| Austria         | 6              |               | 45 000    |
| Bélgica         | 8              |               | 20 000    |
| Canadá          | 2              |               | 200 000   |
| Colombia        | 1              | (20×Platino)  | 400 000   |
| India           | 2              |               | 80 000    |
| Dinamarca       | 1              |               | 20 000    |
| Portugal        | 5              |               | 20 000    |
| Estados Unidos  | 5              |               | 1,700,000 |
| Finlandia       | 1              |               | 36 085    |
| Francia         | 8              |               | 200 000   |
| Alemania        | 4              |               | 270 000   |
| Rusia           | 1              |               | 100 000   |
| Grecia          | 1              |               | 20 000    |
| Irlanda         | 1              | [ 18 ]        | 50 000    |
| Japón           | 36             |               | 40 000    |
| México          | 1              |               | 150 000   |
| España          | 3              |               | 160 000   |
| Suiza           | 3              |               | 40 000    |
| Suecia          | 4              |               | 49 000    |
| Reino Unido     | 12             |               | 600 000   |
| Europa          | 3              |               | 2 000     |